# Meri Arabidzé
Meri Arabidzé, née le 25 février 1994, est une joueuse d'échecs géorgienne, championne d'Europe féminine en 2023.
Au 1er mars 2023, elle est la sixième joueuse géorgienne et la 33e joueuse mondiale avec un classement Elo de 2 433 points.

## Carrière aux échecs
Grand maître international féminin (GMF) depuis 2012 et maître international (titre mixte) des échecs depuis 2014, Meri Arabidzé fut quart de finaliste du championnat du monde d'échecs féminin en 2015 après avoir battu Elisabeth Pähtz au premier tour, Yaniet Marrero López au deuxième tour et Viktorija Čmilytė au troisième tour.
Elle remporte le championnat d'Europe individuel en 2023.

## Compétitions par équipe
Meri Arabidzé a représenté la Géorgie lors du championnat du monde d'échecs par équipe féminin de 2015, remportant la médaille d'or par équipe et une médaille d'or individuelle au troisième échiquier.